# 1994년 한국프로야구 올스타전
1994년 한국프로야구 올스타전은 1994년 7월 17일 잠실야구장에서 열렸던 KBO 올스타전이다. 

## 설명
1994년 한국프로야구 올스타전에서는 14,127명의 관중이 입장한 가운데 치러졌으며 경기는 동군이 서군을 3:2로 이기면서 끝났다. 이종범이 팬 투표를 통해 가장 수훈 선수로 뽑혔으며 승리 투수는 성준이 되었고 패전 투수는 조계현이 기록하였으며 MVP는 3이닝 퍼팩트를 달성한 정명원이 차지하였다.

## 같이 보기
- KBO 올스타전
- KBO